# Seichebrières
Seichebrières är en kommun i departementet Loiret i regionen Centre-Val de Loire strax norr Frankrikes mitt. Kommunen ligger i kantonen Châteauneuf-sur-Loire som tillhör arrondissementet Orléans. År 2022 hade Seichebrières 220 invånare.

## Befolkningsutveckling
Antalet invånare i kommunen Seichebrières
| Referens: INSEE |